# Río Garagoa
El río Garagoa,  río Tibaná o río Batá, es un importante río que circula por el departamento de Boyacá, atravesando las provincias de Centro, Márquez y Neira.

## Nacimiento
El río Garagoa nace en el embalse de teatinos, en el municipio de Samacá en Boyacá, en su nacimiento es llamado "río Teatinos", esto por el embalse, el río discurre hacia el oriente, pasando por el Puente de Boyacá, monumento nacional de Colombia, donde se libró la famosa batalla de Boyacá, batalla importante en el proceso de independencia de Colombia. Río abajo recibe el nombre de río Tibaná, esto debido a que cursa por el municipio hononimo, igualmente, cerca del municipio recibe las aguas del río Turmequé y aguas más abajo las aguas del río Bosque.

## Embalse la Esmeralda
Después de recibir las aguas del río Bosque, llega al municipio de Garagoa, municipio al que le debe el nombre, y allí en el sector de Las Juntas, confluye con el río Súnuba, esta confluencia ocurre en el punto de inicio del Embalse la Esmeralda.
La represa se construyó entre 1969 y 1976, siendo una de las construcciones más grandes e imponentes de país.

## Desembocadura
Después de pasar la represa, el río cursa por el municipio de Santa María, toma rumbo sur, hasta que finalmente desemboca en el río Guavio, siendo parte de la cuenca del Orinoco, debido a que el río Guavio desemboca en el río Upía. El río atraviesa en mayor proporción de su territorio los municipios de Tibaná, Macanal y Santa María. 